# Anaïs Gaudemard
Anaïs Gaudemard, née en 1991, est une harpiste classique française.

## Biographie
Anaïs Gaudemard entre en 2008 au Conservatoire national supérieur de musique et de danse de Lyon d'où elle sort avec le premier prix à l'unanimité et les félicitations du jury en 2013. Puis elle intègre la Haute École de musique de Lausanne où elle obtient le master spécialisé soliste et le premier prix Jost en 2015.
En 2012, elle remporte le premier prix du concours international de harpe en Israël, en 2015 le prix Thierry Scherz au festival des sommets musicaux de Gstaad et en 2016 le 2e prix et prix spécial au Concours international de musique de l'ARD de Munich.
Elle enregistre le disque Debussy, Boieldieu et Ginestera avec l'orchestre de l'Opéra de Rouen Normandie en 2016 chez Claves Records, puis le disque Solo (Scarlatti, C.P.E. Bach, Fauré, Renié, Hindemith, Hersant) chez Harmonia Mundi en 2019,,.
Anaïs Gaudemard joue une harpe Style 23 Gold.